# Lijst van burgemeesters van Franekeradeel
Dit is een lijst van burgemeesters van de voormalige Nederlandse gemeente Franekeradeel voor 1984 en de Nederlandse gemeente Franekeradeel na 1984 in de provincie Friesland. Per 1 januari 2018 ging de gemeente Franekeradeel op in Waadhoeke.
| Ambtsperiode              | Naam burgemeester                            | Partij of stroming | Bijzonderheden                                    |
| ------------------------- | -------------------------------------------- | ------------------ | ------------------------------------------------- |
| 1851 - 1876               | Jhr. Ulbo Jetze Heerma van Beyma thoe Kingma |                    | Voorafgaand vanaf 1848 grietman van Franekeradeel |
| 1876 - 1885               | Jhr. Jan van Beyma                           |                    |                                                   |
| 1885 - 1893               | Cornelis Douwes van der Weg                  |                    |                                                   |
| 1893 - 1915               | A. Draisma de Vries                          |                    |                                                   |
| 1915 - 1931               | Titus Marius ten Berge                       |                    |                                                   |
| 1931 - 1944               | Wijbren Elgersma                             |                    |                                                   |
| 1944 - 1945               | Kornelis van der Vlis                        | NSB                |                                                   |
| 1945 - 1952               | Wijbren Elgersma                             |                    |                                                   |
| 1952 - 1959               | Frederik Willem Steenhuisen                  | PvdA               |                                                   |
| 1959 - 1971               | Mr. Rinze Hempenius                          | CHU                |                                                   |
| 1971 - 1993               | Mr. Siebold Hartkamp                         | ARP/CDA            |                                                   |
| 1993 - 2010               | Marian Haveman                               | D66                |                                                   |
| 2010 - 27 nov. 2015       | Mr. Fred Veenstra                            | CDA                | [ 1 ]                                             |
| 1 dec. 2015 - 1 jan. 2018 | Eduard van Zuijlen                           | GL                 | Waarnemend burgemeester i.v.m. opheffing gemeente |